# Резолюция Генеральной Ассамблеи ООН ES-11/2
Резолю́ция Генера́льной Ассамбле́и ООН ES-11/2 «Гуманитарные последствия агрессии против Украины» — резолюция одиннадцатой чрезвычайной специальной сессии Генеральной Ассамблеи Организации Объединенных Наций, принятая 24 марта 2022 года в связи со вторжением России в Украину.

## Описание
Резолюция посвящена «тяжелейшим гуманитарным последствиям» вторжения России в Украину. Она обвиняет Россию в создании одного из самых серьёзных гуманитарных кризисов в Европе за последние десятилетия. Резолюция решительно осуждает любые нападения на гражданских лиц и гражданские объекты.
Также резолюция требует от России немедленного прекращения военных действий, защиту гражданского населения и гражданской инфраструктуры и обеспечение безопасного доступа гуманитарной помощи.

## История
Черновик резолюции в версии L.2 был разработан Францией и Мексикой и явным образом накладывал вину за гуманитарный кризис в Украине на Россию.
В ответ ЮАР разработала альтернативную версию L.3, не критикующую Россию и обращающуюся с требованиями просто к «сторонам» конфликта. Эта версия была представлена ЮАР как «беспристрастная гуманитарная резолюция», целью которой было не критиковать Россию, а добиться подписания резолюции как можно большим числом стран, возможно даже Россией. Эта версия была раскритикована как бесполезная и дающая России возможность изображать жертву.
По итогу версию Франции и Мексики поддержали более 90 стран, выступивших соавторами. Резолюция была принята при 140 голосах за, 5 против (Белоруссия, КНДР, Россия, Сирия Эритрея) и 38 воздержавшихся (включая Индию, Иран, Китай, Пакистан и ЮАР).

## Голосование
| Голос         | Количество | %       | Страны |
| ------------- | ---------- | ------- | --- |
| За            | 140        | 72,54 % | Австралия, Австрия, Албания, Андорра, Антигуа и Барбуда, Аргентина, Афганистан (в лице Исламской Республики Афганистан), Багамские Острова, Бангладеш, Барбадос, Бахрейн, Белиз, Бельгия, Бенин, Болгария, Босния и Герцеговина, Бразилия, Бутан, Вануату, Великобритания, Венгрия, Восточный Тимор, Габон, Гаити, Гайана, Гамбия, Гана, Гватемала, Германия, Гондурас, Гренада, Греция, Грузия, Дания, ДР Конго, Джибути, Доминиканская Республика, Египет, Замбия, Израиль, Индонезия, Иордания, Ирак, Ирландия, Исландия, Испания, Италия, Йемен, Кабо-Верде, Камбоджа, Канада, Катар, Кения, Кипр, Кирибати, Колумбия, Коста-Рика, Кот-д’Ивуар, Кувейт, Латвия, Лесото, Либерия, Ливан, Ливия, Литва, Лихтенштейн, Люксембург, Маврикий, Мавритания, Малави, Малайзия, Мальдивы, Мальта, Маршалловы Острова, Мексика, Микронезия, Молдавия, Монако, Мьянма (в лице Правительство национального единства), Науру, Непал, Нигер, Нигерия, Нидерланды, Новая Зеландия, Норвегия, ОАЭ, Оман, Палау, Панама, Папуа — Новая Гвинея, Парагвай, Перу, Польша, Португалия, Республика Корея, Руанда, Румыния, Самоа, Сан-Марино, Сан-Томе и Принсипи, Саудовская Аравия, Северная Македония, Сейшельские Острова, Сенегал, Сент-Винсент и Гренадины, Сент-Китс и Невис, Сент-Люсия, Сербия, Сингапур, Словакия, Словения, США, Соломоновы Острова, Суринам, Сьерра-Леоне, Таиланд, Тонга, Тринидад и Тобаго, Тувалу, Тунис, Турция, Украина, Уругвай, Фиджи, Филиппины, Финляндия, Франция, Хорватия, Чад, Черногория, Чехия, Чили, Швейцария, Швеция, Эквадор, Эстония, Южный Судан, Ямайка, Япония |
| Против        | 5          | 2,59 %  | Белоруссия, КНДР, Россия, Сирия, Эритрея |
| Воздержались  | 38         | 19,69 % | Алжир, Ангола, Армения, Боливия, Ботсвана, Бруней, Бурунди, Вьетнам, Гвинея-Бисау, Зимбабве, Индия, Иран, Казахстан, Китай, Куба, Кыргызстан, Лаос, Мадагаскар, Мали, Мозамбик, Монголия, Намибия, Никарагуа, Пакистан, Республика Конго, Сальвадор, Судан, Таджикистан, Танзания, Того, Уганда, Узбекистан, ЦАР, Шри-Ланка, Экваториальная Гвинея, Эсватини, Эфиопия, ЮАР |
| Отсутствовали | 10         | 5,18 %  | Азербайджан, Буркина-Фасо, Венесуэла, Гвинея, Доминика, Камерун, Коморы, Марокко, Сомали, Туркменистан |
| Всего         | 193        | 100     | |

## Реакция
Олоф Скуг, посол Европейского Союза в ООН сказал: «Это ещё раз показывает, что, когда международное сообщество просят занять определенную позицию, Россия оказывается в изоляции… сегодняшний призыв Генеральной Ассамблеи  адресован в первую очередь  России». 
Посол РФ в ООН Василий Небензя назвал документ «псевдогуманитарной резолюцией», выдвинутой Украиной и её союзниками для навешивания на РФ ярлыков и продвижения однобокого взгляда на конфликт. 
Human Rights Watch выпустила заявление, что в свете голосования, осуждающего Россию за нарушения норм международного права, государствам, входящим в ООН, нужно «рассмотреть конкретные шаги, чтобы привлечь Россию к ответственности за любые военные преступления, за которые несут ответственность её силы».